# Motionmania
Motionmania ist eine deutsche Musikband aus Duisburg im Genre der elektronischen Musik bzw. der Instrumentalmusik. Sie besteht aus den beiden Musikern Erich Schauder und Ralf Veith.

## Allgemeines
Das im Jahr 1990 gegründete Duo Motionmania ist in der deutschen Elektronik-Szene für seinen Musikstil bekannt, der deutliche Anspielungen an die Elektronik-Pioniere Tangerine Dream und Klaus Schulze enthält und somit der klassischen Berliner Schule zuzuordnen ist, wobei allerdings viele der Stücke „nur“ etwa 4–6 Minuten lang sind und somit deutlich kürzer als dies typischerweise in der Berliner Schule der Fall ist. Das erste Motionmania-Album Esc-Rave, dessen Name von den Anfangsinitialen der beiden Musiker abgeleitet wurde, erschien 1992. Danach folgten binnen weniger Jahre nicht nur weitere Veröffentlichungen, sondern auch etliche Auftritte in Radiosendungen (u. a. Schwingungen) sowie Live-Auftritte. Das wohl bekannteste Live-Konzert von Motionmania war der Auftritt beim Schwingungen-Festival im Landschaftspark Duisburg-Nord am 17. Mai 1997, bei dem auch Klaus Schulze spielte und dabei sein Album Dosburg Online aufnahm. Nach 1997 wurde es fast zehn Jahre lang still um Motionmania, erst Ende 2006 meldete sich die Band mit einem neuen Doppel-Album zurück.

## Diskografie
- Esc-Rave (1992)
- Borderline (1993)
- Human (1994)
- Perspective (1997)
- Interstellar Transmissions (2006)
- Book of Ahrp (2019)